# Abacetus flavipes
Abacetus flavipes es una especie de escarabajo terrestre de la subfamilia Pterostichinae.  Fue descrito por CGThomson en 1858.